# Tenaha
Tenaha é uma cidade  localizada no estado norte-americano de Texas, no Condado de Shelby.

## Demografia
Segundo o censo norte-americano de 2000, a sua população era de 1046 habitantes.
Em 2006, foi estimada uma população de 1111, um aumento de 65 (6.2%).

## Geografia
De acordo com o United States Census Bureau tem uma área de
10,3 km², dos quais 10,2 km² cobertos por terra e 0,1 km² cobertos por água.

## Localidades na vizinhança
O diagrama seguinte representa as localidades num raio de 24 km ao redor de Tenaha.